# Bulbophyllum phaeoneuron
Bulbophyllum phaeoneuron är en orkidéart som beskrevs av Rudolf Schlechter. Bulbophyllum phaeoneuron ingår i släktet Bulbophyllum och familjen orkidéer. Inga underarter finns listade i Catalogue of Life.